# Національна безпека (фільм, 2003)
Національна безпека (англ. National Security) — американський бойовик 2003 року.

## Сюжет
Одного разу офіцер Рафферті потрапив у перестрілку, де вбивають його напарника. Рафферті запам'ятовує тільки татуювання на руці вбивці. Тепер у нього з'являється мета: знайти і покарати вбивцю. Простий чорний хлопець Монтгомері хоче стати поліцейським, але у нього нічого не виходить через повну відсутність дисциплінованості. Після чергового провального іспиту він потрапляє в незручну ситуацію: забуває ключі від своєї машини всередині й намагається дістати їх, а це помічає патрульний Рафферті. Він думає, що машину збираються викрасти, і намагається цьому завадити. Але все виходить так, що Монтгомері роблять постраждалим у цій ситуації, а Рафферті садять до в'язниці на шість місяців, де його гноблять за «побиття чорного». Через півроку, вийшовши з в'язниці, він влаштовується на роботу охоронцем і продовжує шукати убивцю напарника. Випадок знову зводить Рафферті і Монтгомері. Тільки тепер вони обидва постраждалі. Самолюбство одного і честь іншого зачеплені. Їх об'єднує почуття помсти і боротьба з поганими хлопцями.

## У ролях
| Актор             | Роль                   |
| ----------------- | ---------------------- |
| Мартін Лоуренс    | Ерл Монтгомері         |
| Стів Зан          | Генк Рафферті          |
| Колм Фіоре        | детектив Френк МакДафф |
| Білл Дюк          | лейтенант Вашингтон    |
| Ерік Робертс      | Неш                    |
| Тімоті Басфілд    | Чарлі Рід              |
| Робіні Лі         | Деніз                  |
| Метт МакКой       | Роберт Бартон          |
| Бретт Каллен      | Гестон                 |
| Клео Кінг         | дівчина в автомобіль   |
| Джеррі Дель Сол   | касир                  |
| Кен Лернер        | адвокат Генка          |
| Марі Морроу       | Лола                   |
| Стівен Тоболовскі | Біллі Нартекс          |
| Джо Флаерті       | Оуен Фергус            |
| Кит Кук           | Енг                    |
| Майк Брейді       | Сміт                   |
| Трой Гілберт      | Каїн                   |
| Ентоні Дж. Шмідт  | Едді                   |
| Джо Букаро III    | Бреттон                |
| Мартін Клебба     | охоронець              |